# Khvājeh Kheẕr
Khvājeh Kheẕr (persiska: خواجه خضر) är en ort i Iran.   Den ligger i provinsen Khuzestan, i den centrala delen av landet, 600 km söder om huvudstaden Teheran. Khvājeh Kheẕr ligger 127 meter över havet och antalet invånare är 172.
Terrängen runt Khvājeh Kheẕr är platt. Runt Khvājeh Kheẕr är det ganska tätbefolkat, med 62 invånare per kvadratkilometer. Närmaste större samhälle är Longīr-e Vosţá, 12,1 km norr om Khvājeh Kheẕr. Trakten runt Khvājeh Kheẕr är ofruktbar med lite eller ingen växtlighet.